# Trichaeta flaviplaga
Trichaeta flaviplaga är en fjärilsart som beskrevs av Walker 1862. Trichaeta flaviplaga ingår i släktet Trichaeta och familjen björnspinnare. Inga underarter finns listade i Catalogue of Life.